# Драма (село)
Вижте пояснителната страница за други значения на Драма.
Драма е село в Югоизточна България. То се намира в община Тунджа, област Ямбол.

## География
Селото се намира по пътя между Ямбол и Елхово, на разклона към Тенево, след селата Тенево, Маломир и Дряново. Село Драма се намира в подножието на източните Манастирски възвишения. Местността е хълмиста.
Пътят минава по мост над река Калница, извираща от Светиилийските възвишения. На запад от селото се намира село Малък манастир, на север – село Крумово, а на юг е село Пчела, като за трите села се стига по горски пътища.
Гората е широколистна, изгледите по време на пътуването са живописни.
В близост до село Драма, на север и североизток, е имало мини за желязна руда, които в миналото са давали поминък на жителите на региона. Като основен поминък днес е останало земеделието и скотовъдството. В близост до селото има два язовира (Драмския и Пчелския), които се използват за риболов, както и река Калница.

## История
Селището е съществувало през ранния неолит в местността „Мерджумека“. Има археологически проучвания на съвместната българо-германска експедиция под ръководството на професорите Александър Фол и Ян Лихардус.
Селището съществува по време на Първата българска държава под името Драмица, а през турското робство с името Драманли.

## Население
Броят на жителите на селото е с тенденция на намаляване.
| Население на с. Драма между 1934 и 2012 година | Население на с. Драма между 1934 и 2012 година | Население на с. Драма между 1934 и 2012 година | Население на с. Драма между 1934 и 2012 година | Население на с. Драма между 1934 и 2012 година |
| ---------------------------------------------- | ---------------------------------------------- | ---------------------------------------------- | ---------------------------------------------- | ---------------------------------------------- |
| Година                                         |                                                |                                                | Население                                      |                                                |
| 31.12.1934                                     | 31.12.1934                                     |                                                | 752                                            | 752                                            |
| 31.12.1946                                     | 31.12.1946                                     |                                                | 843                                            | 843                                            |
| 01.12.1956                                     | 01.12.1956                                     |                                                | 811                                            | 811                                            |
| 01.12.1965                                     | 01.12.1965                                     |                                                | 651                                            | 651                                            |
| 02.12.1975                                     | 02.12.1975                                     |                                                | 383                                            | 383                                            |
| 04.12.1985                                     | 04.12.1985                                     |                                                | 212                                            | 212                                            |
| 04.12.1992                                     | 04.12.1992                                     |                                                | 218                                            | 218                                            |
| 31.12.1993                                     | 31.12.1993                                     |                                                | 261                                            | 261                                            |
| 31.12.1994                                     | 31.12.1994                                     |                                                | 281                                            | 281                                            |
| 31.12.1995                                     | 31.12.1995                                     |                                                | 274                                            | 274                                            |
| 31.12.1996                                     | 31.12.1996                                     |                                                | 265                                            | 265                                            |
| 31.12.1997                                     | 31.12.1997                                     |                                                | 264                                            | 264                                            |
| 31.12.1998                                     | 31.12.1998                                     |                                                | 262                                            | 262                                            |
| 31.12.1999                                     | 31.12.1999                                     |                                                | 251                                            | 251                                            |
| 31.12.2000                                     | 31.12.2000                                     |                                                | 242                                            | 242                                            |
| 01.03.2001                                     | 01.03.2001                                     |                                                | 177                                            | 177                                            |
| 31.12.2001                                     | 31.12.2001                                     |                                                | 173                                            | 173                                            |
| 31.12.2002                                     | 31.12.2002                                     |                                                | 165                                            | 165                                            |
| 31.12.2003                                     | 31.12.2003                                     |                                                | 169                                            | 169                                            |
| 31.12.2004                                     | 31.12.2004                                     |                                                | 164                                            | 164                                            |
| 31.12.2005                                     | 31.12.2005                                     |                                                | 158                                            | 158                                            |
| 31.12.2006                                     | 31.12.2006                                     |                                                | 147                                            | 147                                            |
| 31.12.2007                                     | 31.12.2007                                     |                                                | 147                                            | 147                                            |
| 31.12.2008                                     | 31.12.2008                                     |                                                | 138                                            | 138                                            |
| 31.12.2009                                     | 31.12.2009                                     |                                                | 122                                            | 122                                            |
| 31.12.2010                                     | 31.12.2010                                     |                                                | 115                                            | 115                                            |
| 01.02.2011                                     | 01.02.2011                                     |                                                | 78                                             | 78                                             |
| 31.12.2011                                     | 31.12.2011                                     |                                                | 77                                             | 77                                             |
| 31.12.2012                                     | 31.12.2012                                     |                                                | 72                                             | 72                                             |
| 16.03.2020                                     | 16.03.2020                                     |                                                | 36                                             | 36                                             |
| Източник: НСИ                                  |                                                |                                                |                                                |                                                |

## Обществени институции
В центъра на селото се намират две големи сгради: на читалището и училището.
Училище „Иван Вазов“ е построено през 1961 г. Преди това учениците са се обучавали в сграда от две ниски стаи и отделно в една по-висока сграда от една стая. В новото училище се обучават ученици от първи до седми клас. То е на два етажа и за времето си е модерно, има необходимите условия за обучение. През 1980 година поради липса на ученици, училището е закрито.
В миналото интересен живот е имало в читалището. Развивала се е библиотечна, самодейна и театрална дейност. Пред читалището има мраморна плоча с имената на загиналите от село Драма във войните. С постепенно обезлюдяване на селото дейностите в читалището се прекратяват и в сградата на читалището се установява кметството. Традициите, обредите и обичаите в селото са запазени. Възрастните разказват за коледуване, сурвакане, лазаруване.

## Кухня
- Фитка със зеле.
- Тиганички.
- Баница с лапад.
- Катми.
- Кишелетки.
- Мекичета.
- Свинска осмянка
- Двойно точено.
- Налято сирене.
- Петмез.
- Кавърма.
- Курбан.
- Яйца на очи.
- Агнешко с черен боб.
- Пилешка каша.
- Качамак